# 878 до н. е.

## Події
Гордій І, цар Фригії, заснував місто Гордіон. У храмі міста зберігалася його колісниця із зав'язаним на ній «гордієвим вузлом».
Початок правління Чжоу Ліванга - десятого царя династії Чжоу. Це був період тиранічного правління.

## Народились
Істмій, міфічний цар Мессенії (878-855 рр. до н. е.).